# Америчка Девичанска Острва на Летњим олимпијским играма 2008.
Америчка Девичанска Острва учествовала су 10. пут на Летњим олимпијским играма 2008. одржаним у Пекингу од 8. августа  до 24. августа.
Олимпијски комитет Америчких Девичанских Острва на игре у Пекингу послао је делегацију од 7 спортиста, 6 мушкарца и 1 жена, који су се такмичили 8 дисциплина у 5 спортова.
На овим играма нису освојили ниједну медаљу, а два пута је оборен национални рекорд у атлетици на 400 м за мушкарце.
На церемонији свечаног отварања 8. августа 2008, националну заставу носио је пливач Џош Лабан.

## Учесници по спортовима
| Спорт      | Мушкарци | Жене | Укупно |
| ---------- | -------- | ---- | ------ |
| Атлетика   | 1        | 1    | 2      |
| Бокс       | 2        | 0    | 2      |
| Једрење    | 1        | 0    | 1      |
| Пливање    | 1        | 0    | 1      |
| Стрељаштво | 1        | 0    | 1      |
| Укупно(5)  | 6        | 1    | 7      |

| Спорт    | Дисциплина | Муш. /Жене | Резултат  | Такмичар     |
| -------- | ---------- | ---------- | --------- | ------------ |
| Атлетика | 400 м      | М          | 45,36 кв. | Табари Хенри |
| Атлетика | 400 м      | М          | 45,19 пф. | Табари Хенри |

## Резултати по спортовима

### Атлетика
Мушкарци
| Атлетичар    | Дисциплина | Лични рекорд | Група    | Група         | Полуфинале | Полуфинале | Финале           | Финале  | Детаљи |
| Атлетичар    | Дисциплина | Лични рекорд | Резултат | Место         | Резултат   | Место      | Резултат         | Место   | Детаљи |
| ------------ | ---------- | ------------ | -------- | ------------- | ---------- | ---------- | ---------------- | ------- | ------ |
| Табари Хенри | 400 м      | 45,42 НР     | 45,36 НР | 2. у гр. 7 КВ | 45,19 НР   | 7. у пф 1. | Није се пласирао | 17 / 56 |        |

Жене
| Атлетичарка        | Дисциплина | Лични рекорд | Група    | Група        | Четвртфинале | Четвртфинале | Полуфинале        | Полуфинале        | Финале            | Финале       | Детаљи |
| Атлетичарка        | Дисциплина | Лични рекорд | Резултат | Место        | Резултат     | Место        | Резултат          | Место             | Резултат          | Место        | Детаљи |
| ------------------ | ---------- | ------------ | -------- | ------------ | ------------ | ------------ | ----------------- | ----------------- | ----------------- | ------------ | ------ |
| Лаверн Џоунс-Ферет | 100 м      | 11,24 НР     | 11,41    | 2 у гр 7 КВ  | 11,55        | 5 у ЧФ. 1    | Није се пласирала | Није се пласирала | Није се пласирала | 29 / 85      |        |
| Лаверн Џоунс-Ферет | 200 м      | 22,62 НР     | 23,12    | 4 у гр. 6 КВ | 23,37        | 7 у чф 1     | Није се пласирала | Није се пласирала | Није се пласирала | 24 / 43 (46) |        |

## Бокс

#### Мушкарци
| Боксер         | Дисциплина | Коло 32 такмичара               | коло 16 такмичара                     | Четвртфинале       | Полуфинале         | Финале             | Финале           | Детаљи |
| Боксер         | Дисциплина | Противник Резултат              | Противник Резултат                    | Противник Резултат | Противник Резултат | Противник Резултат | Пласман          | Детаљи |
| -------------- | ---------- | ------------------------------- | ------------------------------------- | ------------------ | ------------------ | ------------------ | ---------------- | ------ |
| Џон Џексон     | велтер     | Нурудинов Белорусија · Поб. 4:2 | Kim Jung-Joo Јужна Кореја · Пор. 0:10 | Није се пласирао   | Није се пласирао   | Није се пласирао   | Није се пласирао |        |
| Џујилус Џексон | полутешка  |                                 | Кени Иган Ирска · Пор. 2:22           | Није се пласирао   | Није се пласирао   | Није се пласирао   | Није се пласирао |        |

### Једрење
Мушкарци
Ласер
| Пласман | Име            | 1. трка | 1. трка | 2. трка | 2. трка | 3. трка | 3. трка | 4. трка | 4. трка | 5. трка | 5. трка | 6. трка | 6. трка | 7. трка | 7. трка | 8. трка | 8. трка | 9. трка | 9. трка | 10. трка | 10. трка | Укупно бод | Укупно -1 |  |
| Пласман | Име            | Пл.     | Бод     | Пл.     | Бод     | Пл.     | Бод     | Пл.     | Бод     | Пл.     | Бод     | Пл.     | Бод     | Пл.     | Бод     | Пл.     | Бод     | Пл.     | Бод     | М        | Бодови   | Укупно бод | Укупно -1 |  |
| ------- | -------------- | ------- | ------- | ------- | ------- | ------- | ------- | ------- | ------- | ------- | ------- | ------- | ------- | ------- | ------- | ------- | ------- | ------- | ------- | -------- | -------- | ---------- | --------- |  |
| 21      | Thomas Barrows | 20      | 20,0    | 28      | 28,0    | 20      | 20,0    | 24      | 24,0    | 26      | 26,0    | 31      | 31,0    | 15      | 15,0    | 10      | 10,0    | 21      | 21,0    | ЕЛ       | ЕЛ       | 195,0      | 164,0     |  |

### Пливање
Мушкарци
| Пливач    | Дисциплина    | Група | Група      | Полуфинале       | Полуфинале       | Финале           | Финале  | Детаљи |
| Пливач    | Дисциплина    | Време | Пласман    | Време            | Пласман          | Време            | Пласман | Детаљи |
| --------- | ------------- | ----- | ---------- | ---------------- | ---------------- | ---------------- | ------- | ------ |
| Џош Лабан | 50 м слободно | 23,28 | 7. у гр. 6 | Није се пласирао | Није се пласирао | Није се пласирао | 53 / 97 |        |

## Бокс

#### Мушкарци
| Стрелац    | Дисциплина    | Квалификација | Квалификација | Финале           | Финале           | Плаасман         | Детаљи         |
| Стрелац    | Дисциплина    | Резултат      | Пласман       | Резултат         | Укупно           | Плаасман         | Детаљи         |
| ---------- | ------------- | ------------- | ------------- | ---------------- | ---------------- | ---------------- | -------------- |
| Нед Џерард | МК пушка 50 м | 580           | 53/56         | Није се пласирао | Није се пласирао | Није се пласирао | [ мртва веза ] |